# Bufo brongersmai
Cóc Brongersma hoặc Bufo brongersmai (tên tiếng Anh là Crapaud De Brongersma) là một loài cóc thuộc họ Bufonidae.
Loài này có ở Algérie, Maroc, và Tây Sahara.
Môi trường sống tự nhiên của chúng là vùng cây bụi khô khu vực nhiệt đới hoặc cận nhiệt đới, thảm cây bụi kiểu Địa Trung Hải, sông có nước theo mùa, đầm nước ngọt có nước theo mùa, vùng nhiều đá, sa mạc nóng, đất canh tác, ao, và kênh đào và mương rãnh.
Chúng hiện đang bị đe dọa vì mất nơi sống.